# Buluagung (Siliragung)
Buluagung is een bestuurslaag in het regentschap Banyuwangi van de provincie Oost-Java, Indonesië. Buluagung telt 7464 inwoners (volkstelling 2010).